# Epalzeorhynchos kalopterus
Cá phi hồ hay cá cáo bay (Danh pháp khoa học: Epalzeorhynchos kalopterus) loài cá nước ngọt thuộc họ Cyprinidae ở vùng Đông Nam Á.

## Đặc điểm
Chúng là loài cá cảnh khá phổ biến và được biết đến để ăn tảo xanh. Chúng có một cơ thể dài đặc trưng với một vùng bụng phẳng. Vùng lưng của nó có một màu sắc khác nhau, từ ô liu đến nâu sẫm. Phần nửa dưới của cơ thể của chúng có một màu trắng hơi ngả vàng. Một dòng màu nâu đen rõ ràng ở miệng, mắt và đuôi. Ngày đầu của đường nâu-đen này là một sọc màu vàng. Đôi mắt của chúng có thể có một mống mắt đỏ. Lưng của nó, hậu môn và vây bụng bao gồm một dải màu đen và viền.
Chúng có thể dài đến 6 cm, rất khó để phân biệt con đực và con cái. Chúng thường sống và phát triển mạnh trong các con sông chảy nhanh chân đồi và suối của Borneo, Java và Sumatra trong khu vực Đông Nam Á. Trong hồ cá, chúng có thể sống đến từ 8-10 năm. Mặc dù một kẻ ăn tảo, chúng cũng được biết đến là có thể tiêu thụ thực phẩm ở dạng mảnh, tấm và là động vật ăn tạp như ăn các loại rau như rau bina, bí và rau diếp, giáp xác và côn trùng thủy sinh khác.